# Émile Baffert
Émile Baffert   (Grenoble, 26 d'agost de 1924 - Seyssins, 20 de juliol de 2017) fou un ciclista francès, professional entre el 1946 i 1955. En el seu palmarès destaca, sobretot, una victòria d'etapa al Tour de França de 1950.

## Palmarès
- 1946
  - 1r del Circuit dels Bords de l'Ain
- 1947
  - 1r del Premi de Nantua
  - Vencedor d'una etapa del Critèrium del Dauphiné Libéré
- 1949
  - 1r del Premi de Commentry
- 1950
  - Vencedor d'una etapa del Tour de França
  - Vencedor d'una etapa del Gran Premi dels Vins de la Gironda
  - 1r del Tour de l'Alta Savoia
  - 1r del Premi de Gap
- 1952
  - 1r del Circuit del Mont-Blanc
  - Vencedor d'una etapa de la Volta a Algèria
  - 1r del Premi de Grenoble
  - 1r del Premi de Nantua
  - 1r del Premi de Romans
- 1953
  - 1r del Premi d'Aubenas
- 1955
  - 1r del Circuit de Drome-Ardèche
  - 1r del Gran Premi del Cantó de Ginebra
  - 1r del Premi de Riom

### Resultats al Tour de França
- 1950. 48è de la classificació general i vencedor d'una etapa
- 1951. 64è de la classificació general
- 1953. Abandona (6a etapa)